# Chief Listening Officer
Der Chief Listening Officer (CLO) ist eine im US-amerikanischen Raum bestehende Bezeichnung für eine koordinierende Stelle in Unternehmen, die Social-Media-Aktivitäten verantwortet.

## Alternative Begriffe
Alternative Begriffe, teilweise Fachjargon, sind Chief Blogger, Social Media Chief oder Community Manager.  Mit der zunehmenden Bedeutung dieser Funktion in den späten 2000er Jahren siedelte sich diese auf der Leitungsebene von Unternehmen an, und es setzte sich langsam der Begriff des Chief Listening Officers als formale Bezeichnung durch. Im deutschsprachigen Raum findet auch der Begriff Medienlotse Gebrauch.

## Funktion
Die Rolle des Chief Listening Officers betrifft alle Social-Media-Aktivitäten eines Unternehmens. Dazu zählen die Erstellung von Richtlinien für Social Media Relations und gegebenenfalls Richtlinien für den Datenschutz, die Einführung von Social Media Monitoring, sowie die Planung und Durchführung von Aktivitäten im Bereich des Social Media Marketing. Unternehmen, die eine Stelle des Chief Listening Officers eingerichtet haben, sind unter anderen Kodak, Dell oder Comcast.

## Begriffserklärung
Die Bezeichnung leitet sich von „zuhören“  (eng.: „listen“) ab, da eine Kernaufgabe das Verfolgen unternehmensrelevanter Äußerungen Dritter in sozialen Netzwerken ist. Je nach Social Media Policy werden dann die Äußerungen im Unternehmen weitergeleitet, so dass zuständige Abteilungen oder Personen hierauf reagieren können.

## Zitate
Jeffrey W. Hayzlett, Chief Marketing Officer der Firma Kodak bezeichnete die Aufgabe des Chief Listening Officers wie folgt: 

„CLO acts like an air traffic controller – routes brand-mention tweets to different departments within Kodak“

„Der CLO handelt wie ein Fluglotse – er leitet Tweets, in denen die Marke Erwähnung findet, an verschiedene Abteilungen innerhalb von Kodak weiter.“